# 황갈색덤불쥐
황갈색덤불쥐(Coccymys kirrhos)는 쥐과에 속하는 설치류의 일종이다. 뉴기니섬의 토착종이다.

## 특징
작은 설치류로 머리부터 몸까지 길이는 80~105mm, 꼬리 길이는 142~159mm이다. 발 길이는 23~26mm, 귀 길이는 17~20mm이다. 몸무게는 최대 28g이다. 털은 부드럽고 무성하다. 상체는 밝은 갈색과 오렌지색이고, 옆구리를 따라 노랑과 갈색빛을 띤다. 얼굴은 회색이고 뺨은 황갈색을 띠는 반면에 배 쪽은 회색과 희끄무레한 색을 띤다.